# 第1次メイ内閣
第1次メイ内閣（だいいちじメイないかく）は、デーヴィッド・キャメロンが首相を辞任したことを受けて、女王エリザベス2世によりテリーザ・メイが新しい首相に任命され、2016年7月13日に組閣したイギリスの内閣。メイ内閣は、議会で多数を占める保守党の内閣であり、2015年5月のイギリスの総選挙の結果を受けて組閣され、2016年6月の国民投票でイギリスが欧州連合から離脱することが決まった後に終了した第2次キャメロン内閣を引き継いだ。
2017年6月の総選挙の結果、単独で過半数の議席を占める政党がない、いわゆるハング・パーラメント状態となったが、メイ首相は民主統一党の閣外協力を得て、新たに少数党政府を立ち上げる意向を表明し、第2次メイ内閣へと引き継がれた。

## 概説
メイ首相は、7月13日の午後に、フィリップ・ハモンドを財務大臣に、アンバー・ラッドを内務大臣に、ボリス・ジョンソンを外務大臣にそれぞれ新任させ、そして国防大臣にはマイケル・ファロンを留任させる人事を固めた。新設された閣僚ポストである欧州連合離脱大臣にはデイヴィッド・デイヴィスを、国際貿易大臣にはリアム・フォックスを任命した。
残りの閣僚ポストの人事は翌日の7月14日に発表された。前国際開発大臣のジャスティン・グリーニングは教育大臣に昇進、グリーニングの異動により空いたポストにはプリティ・パテルが任命された。前環境大臣のエリザベス・トラスには司法大臣のポストが与えられた。前エネルギー下級大臣で、2016年の保守党党首選で最後までテリーザ・メイと対立する候補だったアンドレア・レッドサムは、環境大臣に任命された。内務省で下級大臣を務めたジェームス・ブロークンシャーとカレン・ブラッドリーの両名は、それぞれ北アイルランド大臣と文化・メディア・スポーツ大臣に任ぜられた。ダミアン・グリーンは労働年金大臣のポストを獲得し、クリス・グレイリングは運輸大臣に就いた。最後に、サジード・ジャビドはコミュニティ・地方自治大臣のポストに就いた。
ジェレミー・ハント、アルン・カーンズ、デービッド・マンデルの3名は、第2次キャメロン内閣から引き続き、それぞれ保健大臣、ウェールズ大臣、スコットランド大臣に留任された。。対照的に、メイ首相は、第2次キャメロン内閣で閣僚を務めた、ジョージ・オズボーン前財務大臣、マイケル・ゴーヴ前司法大臣、ジョン・ウィッティングデール前文化・メディア・スポーツ大臣、ニッキー・モーガン前教育大臣、オリバー・レットウィン前ランカスター公領大臣の5名を閣僚から外した。
加えて、メイ首相はフィオナ・ヒルとニック・ティモシーをダウニング街首席補佐官に迎えた。両者は、メイ首相がキャメロン内閣で内務大臣を務めていたとき、政治的アドバイザーとして大臣を支えていたが、その後はメイ首相のリーダーシップの下に戻ってくるまでの間、政府の外で短期間働いた。しかし、2017年イギリス総選挙で保守党が議席を減らし敗北した責任を取る形で6月10日に辞任を表明している。
2016年9月、アンバー・ラッドが1998－2000年にタックス・ヘイヴンのバハマに設立された2法人の役員だった。
2017年6月11日、8日に行われた2017年イギリス総選挙の結果を受け、メイ首相が組閣を行い、第2次メイ内閣が発足した。再任が多く小規模な改造にとどめられた。

## 閣僚の一覧
| 役職                               | 画像 | 大臣                             | 任期                          |
| ---------------------------------- | ---- | -------------------------------- | ----------------------------- |
| 内閣の閣僚                         |      |                                  |                               |
| 首相 第一大蔵卿 国家公務員担当大臣 |      | テリーザ・メイ                   | 2016年7月13日 - 2019年7月24日 |
| 財務大臣 第二大蔵卿                |      | フィリップ・ハモンド             | 2016年7月13日 – 2019年7月24日 |
| 外務・英連邦大臣                   |      | ボリス・ジョンソン               | 2016年7月13日 - 2018年7月9日  |
| 内務大臣                           |      | アンバー・ラッド                 | 2016年7月13日 - 2018年4月29日 |
| 欧州連合離脱担当大臣               |      | デイヴィッド・デイヴィス         | 2016年7月13日 - 2018年7月8日  |
| 国防大臣                           |      | マイケル・ファロン               | 2014年7月15日 - 2017年11月1日 |
| 商務大臣 国際貿易大臣              |      | リアム・フォックス               | 2016年7月13日 - 2019年7月24日 |
| 大法官 司法大臣                    |      | リズ・トラス                     | 2016年7月14日 - 2017年6月11日 |
| 教育大臣 女性・平等担当大臣        |      | ジャスティン・グリーニング       | 2016年7月14日 - 2018年1月8日  |
| 保健大臣                           |      | ジェレミー・ハント               | 2012年9月4日 - 2018年7月9日   |
| 労働年金大臣                       |      | ダミアン・グリーン               | 2016年7月14日 - 2017年6月11日 |
| 庶民院院内総務 枢密院議長          |      | デイヴィッド・リディントン       | 2016年7月14日 - 2017年6月11日 |
| ビジネス・エネルギー・産業戦略大臣 |      | グレッグ・クラーク               | 2016年7月14日 - 2019年7月24日 |
| 環境・食料・農村地域大臣           |      | アンドレア・レッドサム           | 2016年7月14日 - 2017年6月11日 |
| 国際開発大臣                       |      | プリティ・パテル                 | 2016年7月14日 - 2017年11月8日 |
| スコットランド大臣                 |      | デイヴィッド・マンデル           | 2015年5月11日 - 2019年7月24日 |
| ウェールズ大臣                     |      | アラン・ケアンズ                 | 2016年3月19日 -               |
| 北アイルランド大臣                 |      | ジェームス・ブロークンシャー     | 2016年7月14日 - 2018年1月8日  |
| コミュニティ・地方自治大臣         |      | サジド・ジャヴィド               | 2016年7月14日 - 2018年4月30日 |
| 運輸大臣                           |      | クリス・グレイリング             | 2016年7月14日 - 2019年7月24日 |
| 文化・メディア・スポーツ大臣       |      | カレン・ブラッドリー             | 2016年7月14日 - 2018年1月8日  |
| ランカスター公領大臣               |      | パトリック・マクローリン         | 2016年7月14日 - 2018年1月8日  |
| 貴族院院内総務 王璽尚書            |      | ボウズ・パークのエヴァンス女男爵 | 2016年7月14日 -               |
| 閣議に出席する閣外の役職           |      |                                  |                               |
| 庶民院院内幹事長 大蔵政務次官      |      | ギャヴィン・ウィリアムソン       | 2016年7月14日 - 2017年11月2日 |
| 財務省首席担当官                   |      | デイヴィッド・ゴーク             | 2016年7月14日 - 2017年6月11日 |
| 法務長官                           |      | ジェレミー・ライト               | 2014年7月15日 - 2018年7月9日  |
| 内閣府担当大臣 主計長官            |      | ベン・ガマー                     | 2016年7月14日 - 2017年6月11日 |